# Очајање
Очајање (рус. Отчаяние) је седми роман руско-америчког књижевника Владимира Набокова. Написан је 1934. а издат је 1937. на руском језику. Набоков је ово дело превео на енглески језик 1965. године, и то је још увек једини превод који се користи за сва издања на енглеском језику. 

## Радња
У улози главног лика и истовремено и наратора се налази бизнисмен Херман Карлович. Он живи у Берлину са својом женом Лидијом и бави се производњом чоколаде. Током једног пословног пута који га је одвео у околину Прага, где сасвим случајно налеће на беспосличара Феликса, који потпуно личи на њега. Том приликом се упознаје са њим и нуди му посао. Након неког времена између њих започиње преписка и Карлович му нуди посао дублера, пошто је себе представио као глумца. 
У исто време, пријатељ његове жене, Ардалион је купио плац у околини Берлина, где сво троје одлазе. Карловичу је у међувремену пала идеја на памет да намами Феликса на тај посед и да га убије због осигурања. Своју жену је убедио у причу да је то његов давно нестали брат, који има последњу жељу да му на неки начин помогне. Као још један изговор за његово убиство и узимање новца од осигурања користи и чињеницу да му посао са чоколадом није тако добро ишао. 
Касније је намамио Феликса на Ардалионов плац и убио га. Након тога је у договору са женом побегао у Француску, где је она касније требало да му се придружи. За то време, он из Француске прати дешавања у Немачкој преко новина и вести које стижу у Француску. Убрзо сазнаје да му се план изјаловио, јер Феликс уопште није личио на њега. Убрзо је он откривен као убица и немачке и француске власти крећу потрагу за њим. Кад је Карлович постао свестан ситуације, одлази у једно француско село, где га хапси полиција.